# Короли (Свердловская область)
Короли — деревня Ирбитского муниципального образования Свердловской области  России.

## География
Деревня Короли «Ирбитского муниципального образования» находится в 18 километрах (по автотрассе в 23 километре) к юго-востоку от города Ирбит, на левом берегу реки Кирга (правый приток реки Ница, ниже устья левого притока реки Берёзовка.

## Население
| 2002 | 2010 |
| ---- | ---- |
| 22   | ↘6   |